# Dear Jessie
"Dear Jessie" é uma canção da cantora estadunidense Madonna, contida em seu quarto álbum de estúdio Like a Prayer (1989). Escrita e produzida pela própria intéprete ao lado de Patrick Leonard, a música foi inspirada na filha de Leonard, Jessie. O lançamento de "Dear Jessie" foi limitado ao Reino Unido, alguns outros países europeus, Austrália e Japão. A faixa é composta mais como uma canção de ninar infantil do que como uma música pop, e apresenta cordas, sintetizador e acústica dedilhada. lém disso, ocorre uma mudança no ritmo durante o intervalo , onde as trombetas estão incluídas . Liricamente, a música evoca uma paisagem de fantasia psicodélica, na qual elefantes cor-de-rosa vagam com luas e sereias. "Dear Jessie" foi lançado como o quinto single do álbum em 10 de dezembro de 1989 pela Sire Records. 
Após o seu lançamento, a faixa recebeu críticas mistas dos críticos, que acharam que as imagens de fantasia da música eram exageradas, mas elogiaram sua composição. Outros revisores compararam a música as canções apresentada pelos Beatles. "Dear Jessie" foi um sucesso comercial moderado, alcançando o top 10 no Reino Unido e na Irlanda e o top 20 na Alemanha, Espanha e Suíça. O videoclipe de "Dear Jessie" combina ação ao vivo e animação, retratando uma garotinha acordando na cama e interagindo com personagens de fantasia. Madonna aparece no videoclipe na versão animada como a fada Sininho.

## Antecedentes
Quando Madonna começou a trabalhar em seu quarto álbum de estúdio, Like a Prayer, em 1988, ela estava em um estado emocional após o divórcio de Sean Penn, seu aniversário de 30 anos e críticas desfavoráveis por seus trabalhos de atuação. Ela tinha certos assuntos pessoais em mente que achava que poderiam ser a direção musical do álbum. Enquanto Madonna considerava suas alternativas, os produtores Patrick Leonard e Stephen Bray experimentaram faixas instrumentais e idéias musicais para sua consideração.
Um dia, enquanto a gravação da faixa-título acontecia no Johnny Yuma Studios, Leonard foi buscar sua filha Jessie na escola. Desde que sua esposa estava fora da cidade, ele trouxe Jessie para o estúdio. Madonna, que inicialmente ficou zangada com Leonard por sua chegada tardia, estreou um relacionamento com Jessie. Ela comentou: "Era como se eu fosse minha mãe e ela fosse eu. Estávamos brincando no quintal de novo". Testemunhando sua conexão, Leonard abordou Madonna com uma música que ele havia escrito para sua filha, intitulada "Dear Jessie". Madonna mudou algumas das letras e concordou em gravar a faixa para Like a Prayer; foi concluído nos próximos três dias.
"Dear Jessie" foi lançado como o quarto single de Like a Prayer na Europa, enquanto serviu como o quinto single do álbum na Austrália e no Japão; nunca foi lançado nos Estados Unidos. A capa do single usou uma foto de 1987, tirada por Herb Ritts. Mostrou Madonna na cama, segurando um lençol no peito e ostentando um par de orelhas da Minnie Mouse. A foto era uma referência às primeiras críticas ao trabalho de Madonna, quando os críticos descreveram sua voz como "Minnie Mouse em hélio".

## Composição
Segundo Rikky Rooksby, autor de The Complete Guide to the Music of Madonna, "Dear Jessie" parece mais uma canção de ninar infantil do que uma música pop. Uma música pop barroco e pop psicodélico, A faixa começa com o som de cordas, inaugurando uma melodia alegre, com Madonna cantando em voz alta. Os versos são cantados sem vocais de fundo para acompanhar a voz de Madonna. No entanto, no refrão, quando ela canta as frases "elefantes cor de rosa e limonadas, querida Jessie, ouça as risadas choverem sobre seu desfile de amor", um conjunto diferente de vocais se entrelaçam com os dela, cantando continuamente as palavras "La-la". Sintetizadores e acústica são adicionados durante o segundo verso, seguido pela repetição do refrão, quando uma mudança no ritmo e tempo de assinatura ocorre, seguido pelo som do riso de uma criança.
Quando Madonna termina de cantar as linhas intermediárias: "Feche os olhos, cabeça sonolenta, é hora de sua cama, nunca esqueça o que eu disse, espere ...", uma trombeta começa a tocar ao lado do ritmo principal. O colapso tem a sensação da música espanhola, com o glissando evocando os arranjos de cordas. Isto é seguido pela ponte e o refrão sendo repetido duas vezes. "Dear Jessie" termina com todos os instrumentos e vocais desaparecendo, exceto a orquestra, que é equalizada para torná-lo muito fino e agudo, como se estivesse saindo de um rádio distorcido. A letra incentiva a garotinha Jessie a usar sua imaginação. Convoca uma paisagem psicodélica, onde elefantes cor-de-rosa vagam com luas e sereias dançantes. Ele faz referência a personagens de contos de fadas e cria uma imagem de crianças brincando umas com as outras.
De acordo com a partitura publicada pela Warner/Chappell Music, "Dear Jessie" é escrita na fórmula de compasso do tempo comum, com um ritmo de 120 batidas por minuto. Normalmente escrita em 4⁄4, a música tem uma mudança na fórmula de compasso após o segundo refrão, alterando-a para 3⁄4. É composto na clave de Ré maior, com a voz de Madonna variando de Dó3 até Ré5. A progressão harmônica da música segue uma sequência de Sim–Lá–Si–Ré–Lá nos versos e muda para Ré–Si–Sol–Lá–Ré no refrão.

## Análise da crítica
O autor Santiago Fouz-Hernández comentou em seu livro Madonna's Drowned Worlds que, para ele, a música parecia uma trepidação dos pensamentos de Madonna sobre o que poderia ser chamado de "infância" e, em larga escala, "feminilidade". Christopher P. Andersen, autor de Madonna: Unauthorized, descreveu "Dear Jessie" como "uma confecção psicodélica melancólica de carrosséis e elefantes cor de rosa", acrescentando que "a música relembra as canções de ninar que sua mãe deve ter cantado para você". Robin Anne Reid, autora de Women in Science Fiction and Fantasy: Overviews, elogiou o fato de que "embora o tipo de fantasias que [Madonna] evoque possa tender para o perverso e o sexual, ele também pode aprofundar um mundo de sereias, fontes de juventude, elfos e lanternas mágicas, como evidenciado por 'Dear Jessie'".

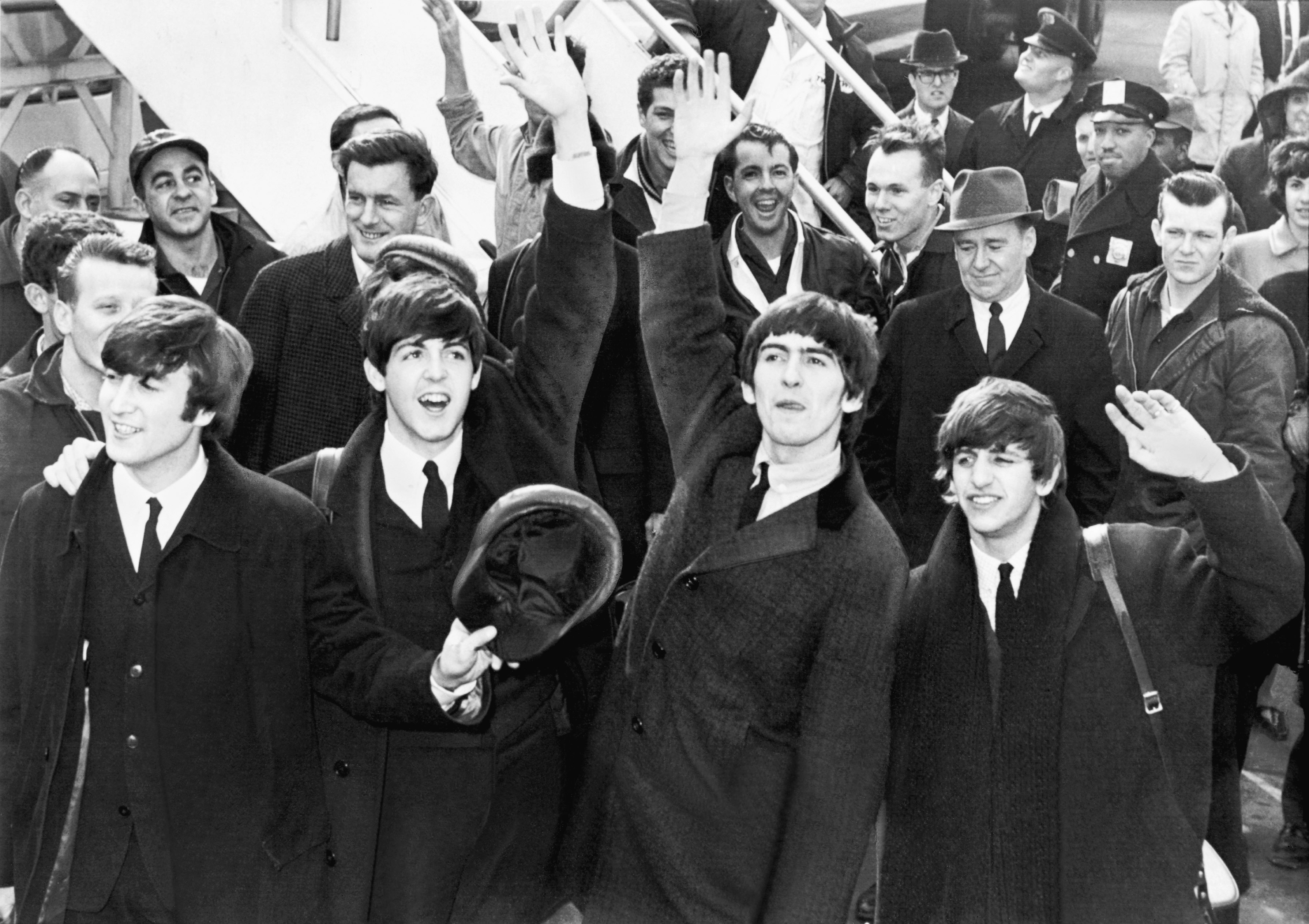
"Dear Jessie" foi comparada pelos revisores ao trabalho dos Beatles.

Lucy O'Brien, autora de Madonna: Like an Icon, caracterizou a música como "lembrando uma inocência infantil", mas sentiu que Madonna exagerou nas elaboradas imagens de fantasia. O'Brien preferiu as tentativas posteriores de Madonna de cantar canções de ninar em seus álbuns Bedtime Stories (1994) e American Life (2003). Edna Gunderson, do USA Today, chamou a música de "canção de ninar açucarada", enquanto opinava que não seria considerada uma das canções mais lembradas de Madonna. Ian Blair, do Chicago Tribune, descreveu a faixa como 'saltitante' e elogiou a qualidade calmante da composição da música. Richard Harrington, do The Washington Post, deduziu que, com a música, Madonna estava relembrando suas próprias emoções maternas, os sentimentos que ela não pôde receber de sua própria mãe, devido à sua morte prematura. Revendo o álbum Like a Prayer, Mike Mentos do Los Angeles Daily News não ficou impressionado com "Dear Jessie" e comentou que "a voz de Madonna não possui controle, poder ou emoção para realizar experimentos neobarrocos como 'Dear Jessie'. e 'Oh Father'." Sal Cinquemani da Slant Magazine, chamou de "um lembrete agridoce da efemeridade de nossa inocência e imaginação [...] que este single não americano é um testemunho da magia da colaboração de Madonna com o compositor / produtor Patrick Leonard".
Vários revisores compararam "Dear Jessie" ao trabalho dos Beatles. Allen Metz, um dos autores de The Madonna Companion: Two Decades of Commentary, descreveu a composição da música como "bonita em tons pastel [e] ricamente orquestrada". Ele sentiu que a música se encaixaria melhor no álbum da trilha sonora de 1969 dos Beatles, Yellow Submarine. A influência dos Beatles também foi notada por Stephen Holden, do The New York Times, que chamou de "Dear Jessie" uma "amostra elegante da psicodelia tardia dos Beatles". Joey Levy, da Spin caracterizou "Dear Jessie" como "incrível", descrevendo sua reação à música como "Uau! Isso é legal!" Ele acrescentou que a música parecia Prince cantando para o álbum de 1967, Sgt. Pepper's Lonely Hearts Club Band. Kevin Phinney, do Austin American-Statesman, comparou a música ao trabalho solo que o membro dos Beatles, John Lennon, fez mais tarde em sua carreira. Phinney se perguntou como Madonna conseguiu criar a música, já que a maioria das faixas de Like a Prayer estão cheia de insinuações e duplo significado.

## Desempenho comercial
No Reino Unido, "Dear Jessie" estreou no número nove no UK Singles Chart, na edição de 16 de dezembro de 1989. Depois de duas semanas, alcançou uma posição de número cinco na tabela, permanecendo lá por mais duas semanas. Ele esteve presente no UK Singles Chart por um total de nove semanas e foi certificado em prata pela British Phonographic Industry (BPI) pela comerciaçização de 200,000 cópias do single. De acordo com a Official Charts Company, a música vendeu 255,000 cópias no país até agosto de 2008. No Japão, "Dear Jessie" alcançou o top 40, mas não conseguiu subir acima do número 25. Na Irlanda, a música atingiu o número três, permanecendo na tabela por um total de seis semanas. A música não alcançou o top 20 na Áustria e esteve presente nas tabelas por duas semanas. Também não alcançou os dez primeiros na Suíça, atingindo um pico de número 16. "Dear Jessie" entrou no Dutch Top 40 no número 37, chegando finalmente ao pico do número 25. No Eurochart Hot 100 Singles, compilados pela Music & Media, "Dear Jessie" alcançou o número nove.

## Videoclipe

Madonna apareceu no videoclipe de "Dear Jessie" como uma pixie animada de Tinker Bell.

O videoclipe foi produzido pela Animation City, uma empresa de animação em Londres, Inglaterra, e foi dirigido por Derek Hayes. O vídeo é principalmente animado e não apresenta Madonna, exceto como a fada dos desenhos animados Sininho. Junto com Hayes, houve seis animadores que trabalharam na criação das imagens de fantasia. Foi incluído na compilação de vídeo apenas promocional de 1990, She's Breathless.
O vídeo começa com uma foto de uma menina dormindo em sua cama. Quando a música começa, raios de luz emanam do rádio ao lado da cama com violinos de desenho animado tocando a música. O sol nasce dentro de uma foto na parede e a garota acorda e começa a brincar com sua boneca. Uma fada anda por aí batendo todos os seus brinquedos no chão e um grande bule de ouro ganha vida e atira um arco-íris do bico. Uma versão em quadrinhos da garota desliza ao longo do arco-íris e, interpretando a letra da música, pega uma estrela cadente e cavalga sobre a lua.
No segundo verso, elefantes cor-de-rosa flutuam sobre a cama da garota e uma versão animada de Madonna emerge da imagem e pisca. Ela leva a menina através de outra foto, exibindo seres mitológicos e de contos de fadas, como dragões, príncipes e unicórnios, além de um castelo onde Madonna dança com a lua. Uma cena subaquática com sereias e peixes segue, depois um desfile de todos os brinquedos da garota em seu quarto. Enquanto a música termina, a fada bate na garota e a faz bocejar. Ela adormece novamente e seus brinquedos voltam a ser como eram. Os violinos e os instrumentos desaparecem gradualmente dentro do rádio e a música termina.

## Créditos e equipe
- Madonna –  vocal, compositora, produtora
- Patrick Leonard – compositor, produtor, arranjador, mixador
- Bill Meyers – arranjador, mixador
- Chuck Findley – arranjador, trompete
- Nadirah Ali – vocais de fundo
- Rose Banks – vocais de fundo
- Guy Pratt – programação de bateria, sintetizador
- Paulinho da Costa – percussão
- Herb Ritts – fotógrafo de arte da capa

Créditos e pessoal adaptados das notas do álbum Like a Prayer.

## Lista de faixas e formatos
- Disco de imagem Britânico de 7" single / 7"[33][34]

1. "Dear Jessie" – 4:20
2. "Till Death Do Us Part" – 5:09

- Single de 12"/CD single Britânico[35][36]

1. "Dear Jessie" – 4:20
2. "Till Death Do Us Part" – 5:09
3. "Holiday" (versão 12") – 6:20

## Desempenho nas tabelas musicias

### Tabelas semanais
| Tabela musical (1989)               | Melhor posição |
| ----------------------------------- | -------------- |
| Alemanha (GfK Entertainment Charts) | 51             |
| Áustria (Ö3 Austria Top 40)         | 21             |
| Europa (European Hot 100 Singles)   | 1              |
| Irlanda (IRMA)                      | 3              |
| Países Baixos (Dutch Top 40)        | 25             |
| Países Baixos (Single Top 100)      | 25             |
| Reino Unido (UK Singles Chart)      | 5              |
| Suíça (Schweizer Hitparade)         | 16             |

| Tabela musical (1989)               | Posição |
| ----------------------------------- | ------- |
| Alemanha (GfK Entertainment Charts) | 94      |

## Certificações
| Região                                                                                             | Certificação | Vendas  |
| -------------------------------------------------------------------------------------------------- | ------------ | ------- |
| Reino Unido (BPI)                                                                                  | Prata        | 255,000 |
| ^distribuições baseadas apenas na certificação *números de vendas baseados somente na certificação |              |         |